# Quận Dolores, Colorado
Quận Dolores là một quận thuộc tiểu bang Colorado, Hoa Kỳ.
Quận này được đặt tên theo sông Dolores. Theo điều tra dân số của Cục điều tra dân số Hoa Kỳ năm 2010, quận có dân số 2064 người. Quận lỵ đóng ở Dove Creek.

## Địa lý
Theo Cục điều tra dân số Hoa Kỳ, quận có diện tích 2766 km2, trong đó có 3 km2 là diện tích mặt nước.